# 奧帕基
49°52′20″N 25°3′10″E / 49.87222°N 25.05278°E
奧帕基（烏克蘭語：Опаки），是烏克蘭西部的村莊，隸屬利維夫州的佐洛奇夫區。該村面積0.96平方公里，海拔高度313米，2001年人口302，人口密度每平方公里315.24人。